# Cuéntame cómo pasó
 (février 2024).
Si vous disposez d'ouvrages ou d'articles de référence ou si vous connaissez des sites web de qualité traitant du thème abordé ici, merci de compléter l'article en donnant les références utiles à sa vérifiabilité et en les liant à la section « Notes et références ».
Cuéntame cómo pasó, plus connue sous le nom de Cuéntame (littéralement, Raconte-moi comment cela s'est passé), est une série télévisée espagnole créée par Miguel Ángel Bernardeau (es) et diffusée depuis le 13 septembre 2001 sur La 1. Son titre original, Cuéntame, fut modifié pour des problèmes de droits.
Cette série est inédite dans tous les pays francophones.

## Contexte
Cette série raconte, en s'appuyant sur un mélange de micro et macrohistoire, les expériences d'une famille de travailleurs, les Alcántara, pendant les dernières années du franquisme, et les débuts de la démocratie. C'est aussi une chronique sociopolitique de l'époque. Son nom provient d'une célèbre chanson des années 1970 du groupe pop Fórmula V (es), appelée Cuéntame.
La série a été créée à l'occasion des vingt-cinq ans de la transition démocratique espagnole dans un esprit didactique, puisqu'elle s'appuie également sur des interviews dans les moments historiques les plus forts, tels que l'assassinat du président Carrero Blanco, ou la mort de Franco. Depuis le premier épisode, le 13 septembre 2001, la série reflète les changements du pays depuis avril 1968, jusqu'à la fin de la transition espagnole.
En décembre 2008, au début de la dixième saison, TVE annonce que, à la suite des bons scores d'audience de la série, celle-ci serait prolongée de trois saisons, abordant ainsi le début des années 1980.

## Synopsis
La série raconte la vie des Alcántara, une famille de classe moyenne qui réside dans le quartier fictif de San Genaro, à Madrid. Les membres de la famille sont le père, Antonio ; la mère, Mercedes ; Inés, Toni, Carlos et plus tard Maria leurs enfants ; et la mère de Mercedes, Herminia. Autour de la famille gravitent de nombreux personnages secondaires, tels que les amis, les voisins, les proches, les collègues, et autres.
Les péripéties de la famille s'inscrivent dans les événements historiques qui ont eu lieu à l'époque, lesquels apparaissent soit commentés par les médias (la télévision joue un rôle primordial, mais également la presse ou la radio), soit par l'implication directe d'un membre de la famille. 
La série consiste en un grand flashback narré depuis un temps présent indéfini, par Carlos, l'un des enfants de la famille à l'âge adulte. On entend la voix off de Carlos au début et à la fin de chaque épisode, en guise d'introduction et de réflexion finale, ainsi que pendant l'émission pour expliquer quelque chose, normalement dans un style nostalgique, concernant les évènements historiques.

## Distribution
- Imanol Arias : Antonio Alcántara
- Ana Duato (es) : Mercedes Fernández
- Ricardo Gómez : Carlos Alcántara
- Pablo Rivero : Toni Alcántara
- María Galiana : Herminia López
- Roberto Cairo (es) : Desiderio Quijo (récurrent saisons 1 à 6)
- Lluvia Rojo : Pilar Villuendas (récurrent saisons 1 à 8)
- Santiago Crespo (es) : Josete (récurrent saisons 1 à 9)
- Ondina Maldonado : Iris
- Elena Rivera Villajos : Karina
- Alba Flores : Chelo
- Maria Molins : Sol[1]
- Lucas Ferraro : Benjamín (saison 19)
- Luis Perezagua : Patron de l'usine
- Cedrick Mugisha : apparition[2]
- Claudia Traisac : Julia Valcárcel
- Miguel Ángel Jiménez : Gonzalo (19 épisodes)

## Épisodes
- Saison 1 : 33 épisodes (septembre 2001 à juillet 2002)
- Saison 2 : 14 épisodes (septembre à décembre 2002)
- Saison 3 : 13 épisodes (avril à juillet 2003)
- Saison 4 : 14 épisodes (septembre 2003 à janvier 2004)
- Saison 5 : 13 épisodes (avril à juillet 2004)
- Saison 6 : 14 épisodes (novembre 2004 à février 2005)
- Saison 7 : 17 épisodes (septembre 2005 à janvier 2006)
- Saison 8 : 21 épisodes (septembre 2006 à février 2007)
- Saison 9 : 22 épisodes (septembre 2007 à février 2008)
- Saison 10 : 19 épisodes (août à décembre 2008)
- Saison 11 : 17 épisodes (septembre à décembre 2009)
- Saison 12 : 18 épisodes (novembre 2010 à mars 2011)
- Saison 13 : 18 épisodes (septembre 2011 à février 2012)
- Saison 14 : 20 épisodes (janvier à mai 2013)
- Saison 15 : 19 épisodes (janvier à juin 2014)
- Saison 16 : 19 épisodes (janvier à mai 2015)
- Saison 17 : 19 épisodes (janvier à mai 2016)
- Saison 18 : 19 épisodes (janvier à mai 2017)
- Saison 19 : 19 épisodes (janvier à mars, septembre à novembre 2018)
- Saison 20 : 22 épisodes (mars à mai 2019, janvier à mars 2020)
- Saison 21 : 20 épisodes (janvier à mai 2021)
- Saison 22 : 20 épisodes (janvier à juin 2022)
- Saison 23 : 9 épisodes (2023)
- Saison 24 : 25 épisodes (2024)